# 韓國通用汽車
韓國通用汽車（韓語：한국지엠주식회사）是美國通用汽車旗下位於大韓民國的汽車生產商。該公司前身為由大宇集團旗下子公司大宇汽車所改組後的通用大宇汽車。總部位於仁川廣域市 ，旗下擁有並管理3家分別位於昌原、群山及越南河內的生產線，還擁有位於歐洲和波多黎各的9家海外分公司。韓國通用汽車是韓國自動車工業協會的成員之一。

## 旗下車款

### 大宇汽車時期
- 大宇Maepsy
- 大宇Tico
- 大宇LeMans/Cielo/Nexia
- 大宇Royale
- 大宇Prince
- 大宇Espero
- 大宇Lanos
- 大宇Nubira
- 大宇Matiz
- 大宇Leganza
- 大宇Tacuma
- 大宇Kalos
- 大宇Lacetti
- 大宇Magnus

## 內部連結
- 通用汽車

## 外部連結
- 韓國通用汽車官方網站 （页面存档备份，存于）
  - 韓國雪佛蘭官方網站 （页面存档备份，存于）
  - 韓國通用Alpheon
  - 韓國通用Damas/Labo
  - 韓國凱迪拉克